# Людучин Роман Володимирович
Роман Володимирович Людучин (рос. Роман Владимирович Людучин; 4 травня 1988, м. Пенза, СРСР) — російський хокеїст, нападник. Виступає за «Локомотив» (Ярославль) у Континентальній хокейній лізі
Вихованець хокейної школи «Дизель» (Пенза). Виступав за «Дизель-2» (Пенза), «Дизель» (Пенза), «Спартак» (Москва).